# Enicospilus interruptus
Enicospilus interruptus là một loài tò vò trong họ Ichneumonidae.